# Anagennisi Karditsas
O Anagennisi Karditsa ou Anagennisi Karditsa 1904 é um clube de futebol grego fundado em 1904 em Carditsa, Tessália. 
Disputa a Beta Ethniki.